# حاجز هوائي

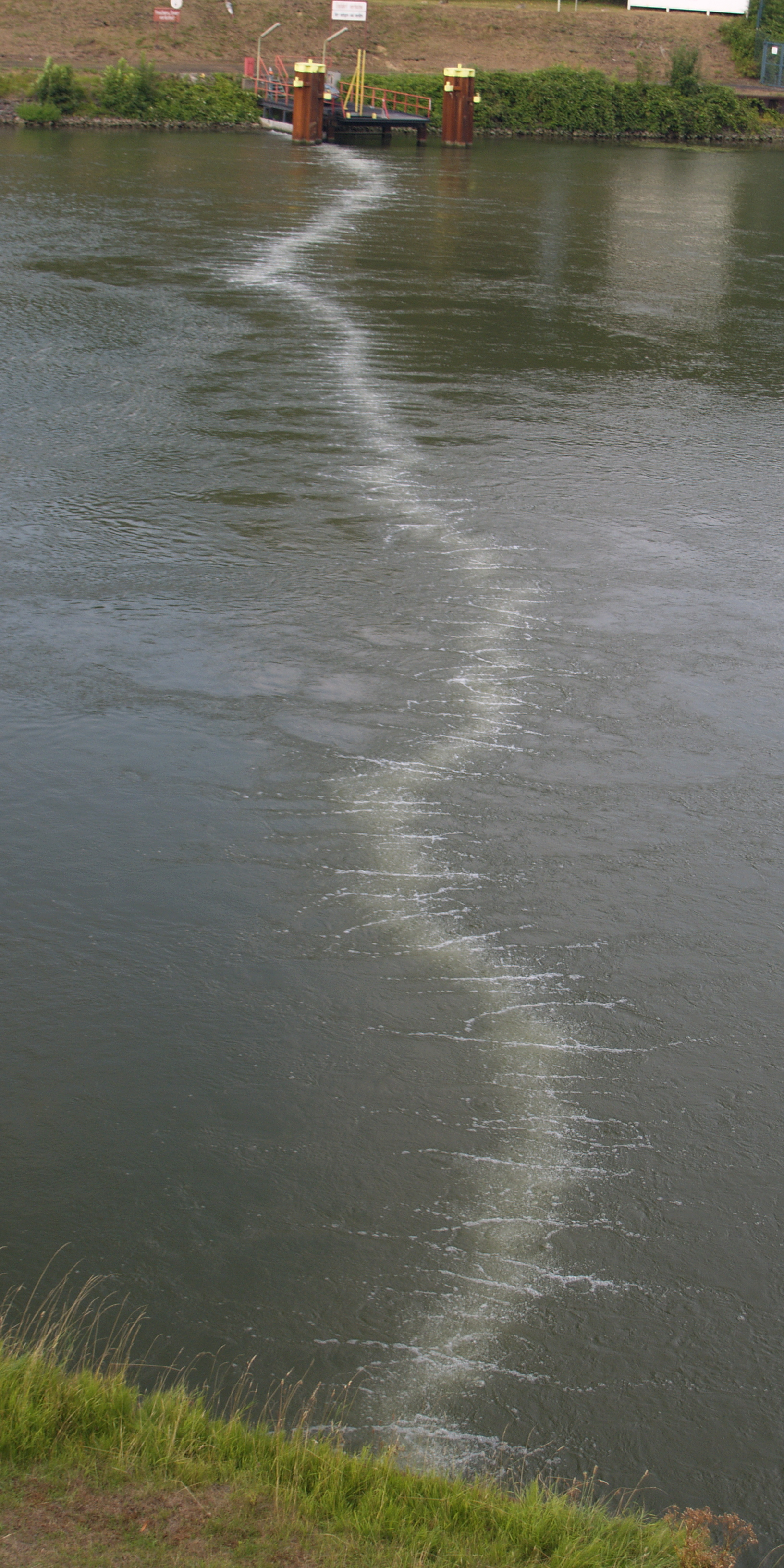
فرص نفط ذات حاجز هوائي

الحاجز الهوائي هو طريقة لاحتواء التسرب النفطي. وتتسبب بقبقة الهواء عبر أنبوب مثقوب في تدفق الماء لأعلى؛ مما يقلل من انتشار النفط. ويمكن استخدامها أيضًا لمنع الأسماك من دخول المياه الملوثة. وتُعرف الحواجز الهوائية أيضًا باسم الستائر الهوائية.
يعد الحاجز الهوائي طريقة إيجابية (عكس سلبية) للتحكم في المجرى المائي للتسرب النفطي. (ومن أمثلة الطريقة السلبية عارضة الاحتواء (containment boom)

## طريقة العمل
يتكون الحاجز الهوائي من أنبوب مثقوب ومصدر للهواء المضغوط. ويوفر الهواء المتسرب من الأنبوب «حدبة» من الماء والهواء المرتفعين اللذين يحتويان على التسرب النفطي. وتعد المراسي التي تحافظ على الأنبوب في بقعة محددة مفيدة.

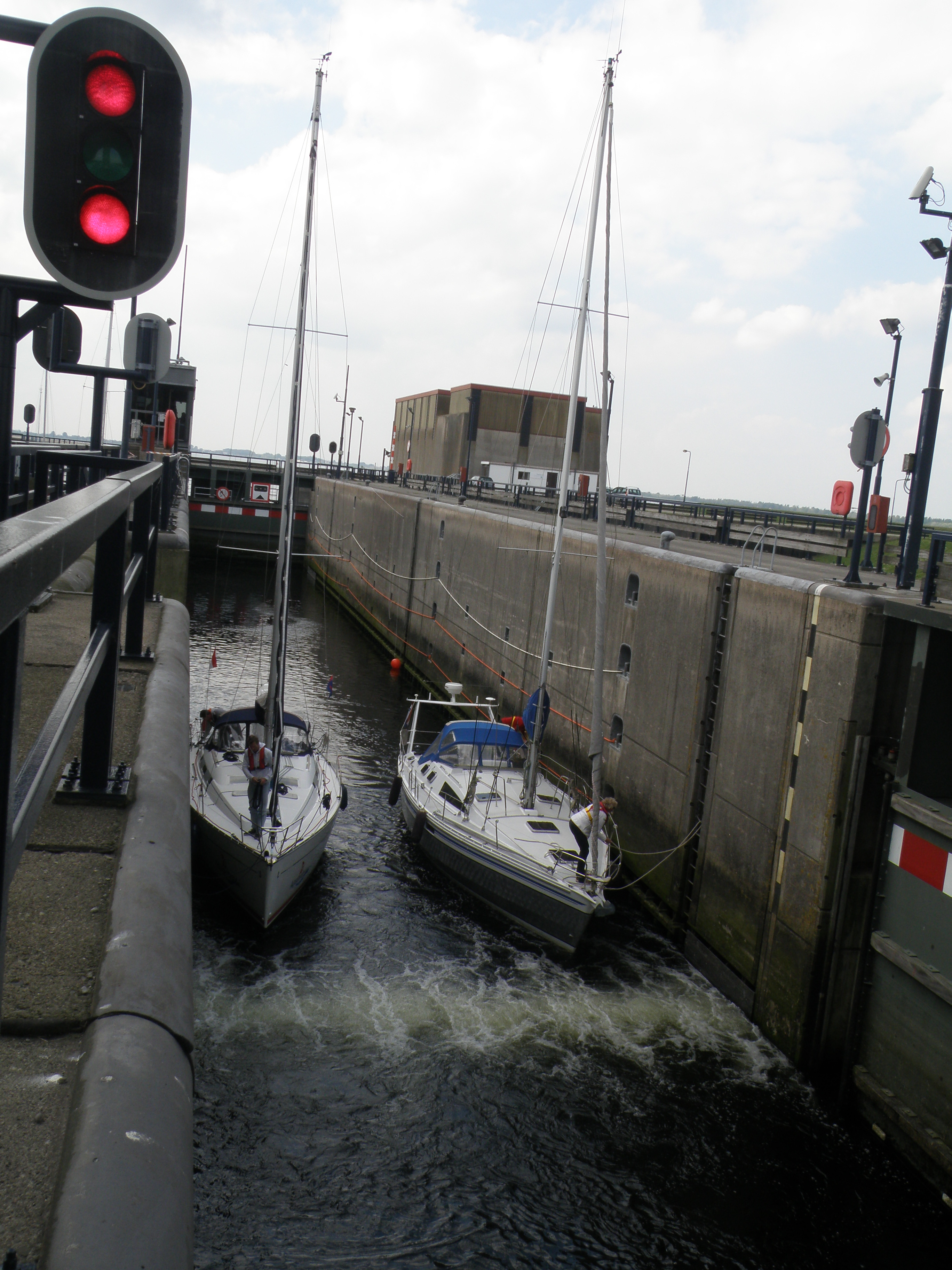
حاجز هوائي في قفل الملاحة في هولندا

## اعتبارات فريدة
مع تجاوز سرعة تيارات المياه قدم واحد في الثانية، لم يعد الحاجز الهوائي يعمل بشكل فعال في حصر المواقع المنتشرة.

## المسائل البيئية
يؤدي إطلاق الهواء المضغوط في الماء إلى زيادة نسبة الأكسجين في البيئة المحلية. وربما يكون لذلك فائدة خاصة في بيئة أصبحت منطقة ميتة بسبب التأجين.

## العيوب
مثل كل الأنظمة الإيجابية من أي نوع، فإن العطل الميكانيكي يمكن أن يتسبب في فشل الحماية تمامًا.

## وصلات خارجية
- A term paper on the subject published by Brett M. Durham
- A U.S. government paper نسخة محفوظة 22 يوليو 2011 على موقع واي باك مشين.
- Pneumatic Barrier and Beach Pollution: بحث ASCE